# Álvaro Robles
Álvaro Robles Martínez (Huelva, 29 de abril de 1991) es un deportista español que compite en tenis de mesa; subcampeón mundial en 2019 y campeón europeo en 2024. Es el primer jugador español que ha obtenido una medalla en el Campeonato Mundial de Tenis de Mesa.

## Trayectoria
Ganó una medalla de plata en el Campeonato Mundial de Tenis de Mesa de 2019, en el torneo de dobles (junto con el rumano Ovidiu Ionescu), y una medalla de oro en el Campeonato Europeo de Tenis de Mesa de 2024, en dobles mixto (con María Xiao).
Consiguió podios en diferentes torneos internacionales en la prueba de dobles: segundo en el Abierto de China de 2018, tercero en el Abierto de Austria de 2018 y dos veces tercero en el Abierto de España (2017 y 2020).
Participó en dos Juegos Olímpicos de Verano, en Tokio 2020 fue 33.º en la prueba individual y en París 2024 quedó quinto en dobles mixto y decimoséptimo en la prueba individual.
Obtuvo siete títulos en el Campeonato de España, tres en individual y cuatro en dobles.

## Palmarés internacional
| Campeonato Mundial | Campeonato Mundial | Campeonato Mundial | Campeonato Mundial |
| Año                | Lugar              | Medalla            | Prueba             |
| ------------------ | ------------------ | ------------------ | ------------------ |
| 2019               | Budapest (Hungría) | Medalla de plata   | Dobles             |
| Campeonato Europeo |                    |                    |                    |
| Año                | Lugar              | Medalla            | Prueba             |
| 2024               | Linz (Austria)     | Medalla de oro     | Dobles mixto       |